# 木のストロー
木のストロー（きのストロー）とは、2022年2月26日に、フジテレビジョンにて放映された、単発スペシャルのテレビドラマ。
フジテレビ・BSフジ・ニッポン放送の合同プロジェクト「楽しくアクション！SDGs」の関連番組である。
住宅メーカー「アキュラホーム」で実際に販売されている商品「カンナ削りの木のストロー」の開発秘話をフィクションドラマ化したものであり、ドラマ自体も同社の全面協力によって作られた。

## 概要
住宅メーカー「オーセントホーム」の営業ウーマン・若木陽菜は広報課に転属となった。陽菜は広報課の業務である「森のゴミ拾いイベント」に参加したことで、SDGsを達成するための、企業としての社会的役割について考えるようになる。そんな中、豪雨による土砂災害の甚大な被害を報じるニュースに触れ、後日ひとりの環境ジャーナリストで出会ったことがきっかけで、陽菜は「間伐材を再利用して木のストローを作る」ことを思いつく。

## キャスト
- 若木陽菜（住宅メーカー「オーセントホーム」営業課→広報課）：堀田真由
- 奥沢塔子（「オーセントホーム」広報担当役員）：鈴木保奈美
- 富永佳樹（「オーセントホーム」創業社長[1]）：小日向文世
- 青山悠人（「オーセントホーム」広報部。陽菜の先輩）：片寄涼太
- 古川智（「オーセントホーム」総務部）：橋本淳
- 市村茜（「オーセントホーム」商品開発部）：三浦真椰
- 日野薫（「オーセントホーム」秘書課）：大石絵理
- 枝野志保（陽菜が出会った環境ジャーナリスト）：今村美乃
- 「オーセントホーム」出入りの宅配業者の配達員：兼近大樹
- 萱島洋平（木のストローの試作につきあう工務店の社長）：大河内浩
- 重田瑛二（グランド山王ホテル総支配人）：須永慶
- 野添浩介（グランド山王ホテル副総支配人）：今里真
- 中野剛、金子莉彩、中川紅葉、鈴木みゆう、有賀伶香、川村凛

## スタッフ
- 原案：西口彩乃（アキュラホームSDGs推進室）「木のストロー」（扶桑社）
- 監督：森脇智延
- 脚本：的場友見
- 主題歌：平井大「題名のない今日」
- 技術協力：バスク
- 照明協力：TBSアクト
- 美術協力：フジアール
- 企画：荒井俊雄
- プロデューサー：草ケ谷大輔、古郡真也
- スペシャルサンクス：環境省、農林水産省
- 制作協力：FILM LLP
- 制作著作：フジテレビ